# Russell Simpson
Russell Simpson (Auckland, 22 febbraio 1954) è un ex tennista neozelandese.

## Biografia

### Carriera sportiva
Nel corso della sua carriera professionistica ha vinto sei titoli nel doppio. Il 18 aprile 1983 raggiunse il 47º posto nella classifica ATP.
Nei tornei dello Slam si è avventurato fino alle semifinali dell'Australian Open 1981 in coppia con Billy Martin.
In Coppa Davis ha giocato quaranta match con la squadra neozelandese vincendone ventidue.
Si è ritirato dall'attività agonistica nel 1987.